# محصر ألفا-2
محصرات ألفا-2 هي مجموعة من العقاقير التي تخفض من تأثير مستقبلات ألفا-2 الأدرينالية وهي مجموعة فرعية من محاصرات ألفا ومناهضات لمستقبلات ألفا-2. تثستخدم بشكل أساسي في البحوث ولها تطبيقات سريرية محدودة في الطب البشري. هذه المحصرات تزيد من تحرير النورإبينفرين بسبب تثبيط مستقبلات ألفا-2 التي لها تأثيرات تثبيطية.

## الاستخدامات
تاريخيا، استُخدم اليوهمبين كمنشط جنسي طبيعي، ومازال يُستخدم في بعض الأحيان في الطب البيطري (رغم أنه استُبدل حاليا على نطاق واسع بأتيباميزول) لعكس تأثيرات ناهضات ألفا-2 مثل ميديتوميدين الذي يستخدم كمهدئ ومخدر أثناء الجراحة. وجدت محصرات ألفا-2 استخدامات طبية في علاج الاكتئاب مثل مضادي الاكتئاب رباعيي الحلقات: ميانسيرين وميرتازابين وهما محصري ألفا-2، رغم أن فعاليتهما كمضادي اكتئاب قد يكون مصدرها نشاط مستقبلات في مواقع أخرى. آليا، حاصرات ألفا-2 تزيد النواقل الأدرينالية والدوبامينية والسيروتونينية، وتُحدِث إفراز الأنسولين وتخفيض مستويات السكر في الدم.
التوقف عن تناول حاصرات ألفا-2 يمكن أن يكون صعبا أو خطيرا لأن تنظيم التخفيض العام للنواقل العصبية قد يسبب أعراض اكتئاب ومشاكل عصبية أخرى، ويزيد من معدلات السكر في الدم كل هذا مع انخفاض في حساسية الأنسولين الذي يمكن أن يسبب مرض السكري. دوران الأوعية الدقيقة المنخفض مع الحساسية الفائقة للأدرينالين في الأعضاء مثل الكبد يمكن أن تكوت مشكلا عويصا كذلك عند الاإقلاع عن تناول حاصرات المستقبلات الأدرينالية.

## الأمثلة
من الأمثلة على محصرات ألفا-2: أتيباميزول، إيفاروكسان، إيدازوكسان، يوهمبين، راوولسين وفنتولامين.